# Paul J. McAuley
Paul J. McAuley (Stroud, Gloucestershire, 23 april 1955) is een Brits sciencefiction- en fantasyschrijver. Hij publiceert ook onder de naam Paul McAuley.
McAuley werkte als onderzoeker in biologie aan diverse universiteiten, totdat hij naar de universiteit van St Andrews in Schotland ging om daar zes jaar te doceren in botanie. Hij heeft er daarna voor gekozen om fulltime schrijver te worden.
McAuley schrijft meestal harde SF, maar ook alternatieve geschiedenis en moderne space opera zijn geliefde subgenres.
Hij verkocht zijn eerste verhaal toen hij 20 jaar was, aan het tijdschrift Worlds of If, maar dat ging failliet voordat het gepubliceerd kon worden. Zijn eerste roman Four Hundred Billion Stars won de Philip K. Dick Award in 1988. Voor Fairyland, een dystopische roman waarin "poppen" gebaseerd op menselijk DNA fungeren als wegwerpslaven, kreeg hij de Arthur C. Clarke Award van 1996 en de John W. Campbell Memorial Award in 1997.
McAuley draagt ook regelmatig kritische beschouwingen bij aan het blad Interzone.

### Four Hundred Billion Stars-serie
- Four Hundred Billion Stars (1988); Philip K. Dick Award (1988)
- Secret harmonies (1989) (Verenigde Staten: Of the fall)
- Eternal Light (1991); in het Nederlands: Eeuwig Licht, Amsterdam, Meulenhoff-M science fiction & fantasy, 1993 ISBN 90-290-4679-1

### Confluence-serie
- Child of the River (1997)
- Ancients of Days (1998)
- Shrine of Stars (1999)
- Confluence - The Trilogy (2014)

### The Quiet War series
- The Quiet War (2008)
- Gardens of the Sun (2009)
- In the Mouth of the Whale (2012)
- Evening's Empires (2013)

### Ander werk
- Red Dust (1993)
- Pasquale's Angel (1994); Sidewise Award for Alternate History (1995)
- Fairyland (1995); Arthur C. Clarke Award (1996); John W. Campbell Memorial Award (1997)
- Secret Harmonies (1997)
- The Secret of Life (2000)
- Whole Wide World (2001)
- Eye of the Tyger (2004 een Doctor Who roman)
- White Devils (2004)
- Mind's Eye (2005); in het Nederlands: Beeldtaal. Amsterdam, Luitingh, 2006 ISBN 90-245-5398-9
- Players (2007); in het Nederlands: Opgejaagd wild. Amsterdam, Luitingh, 2009 ISBN 978-90-245-3087-8
- Cowboy Angels (2007)
- Austral (2017)
- War of the Maps (2020)
- Beyond the Burn Line (2022)

### Verhalenbundels
- The King of the Hill and Other Stories (1991)
- The Invisible Country (1996)
- Little Machines (2005)
- A Very British History (2013)

### Bloemlezingen
- In Dreams (1983 met Kim Newman)
- Futures (2001 met o.a. Stephen Baxter en Peter Crowther)